# باشگاه فوتبال پانسا ایست
باشگاه فوتبال پانسا ایست یک باشگاه فوتبال ساموآی آمریکایی از پاگو پاگو است که در لیگ فوتبال ساموآی آمریکا رقابت می‌کند. پانسا چهار بار برنده لیگ داخلی است، که آنها را به همراه پاگو یوث موفق‌ترین باشگاه ساموآی آمریکا می‌کند. با این حال، باشگاه برای تقلید از این موفقیت در سال‌های بعد تلاش کرد، که در هر دو بار در سال‌های ۲۰۰۸ و ۲۰۰۹ چهارم شد و در سال ۲۰۱۰ به رتبه پنجم سقوط کرد.

## افتخارات
- لیگ سنیور ساموآی آمریکا: ۴ قهرمانی[۳]

## رقابت‌های قاره‌ای
پانسا ایست با قهرمانی در لیگ داخلی خود به یک تورنمنت که در پورت مورزبی، پاپوآ گینه نو برگزار شد راه یافت و با قهرمانی در آن، به مسابقات باشگاهی قهرمانی اقیانوسیه ۲۰۰۱ راه یافت. پانسا در گروه B که شامل تافئا از وانواتو، ونوس از تاهیتی، تیتاوی از ساموآ و توپاپا از جزایر کوک بود، رقابت کرد. پانسا هر چهار بازی خود را باخت و در انتهای گروه قرار گرفت. با این حال، نتایج اصلی چیز دیگری بودند. در واقع، پانسا شروع خوبی برای مسابقات داشت، با تساوی ۱–۱ با ونوس و برد ۴–۰ برابر توپاپا. با این حال، کمیته انضباطی اواف‌سی حکم داد که ۷ بازیکن از ۱۸ بازیکن پانسا فاقد شرایط هستند و از آنجایی که برخی از بازیکنان فاقد شرایط در برابر ونوس و توپاپا به میدان رفتند، حریفان پانسا در هر دو بازی با نتیجه ۲–۰ پیروز شدند. پانسا نتوانست یک تیم را برای بازی بعدی مقابل تافئا به میدان بگذارد، بنابراین حریف آنها دوباره با نتیجه ۲–۰ پیروز شد. پس از این بازی، پانسا از دور رقابت‌ها کنار رفت و امتیازات بازی نهایی و ناتمام مقابل تیتاوی نیز به حریف پانسا تعلق گرفت.